# Rustamhodza Rahimov
Rustamhodza Rahimov (Dušanbe, 16 febbraio 1975) è un ex pugile tedesco, di origine tagika.

## Palmarès

### Olimpiadi
- 1 medaglia:
  - 1 bronzo (Atene 2004 nei pesi mosca)

### Mondiali dilettanti
- 2 medaglie:
  - 1 argento (Mianyang 2005 nei pesi gallo)
  - 1 bronzo (Bangkok 2003 nei pesi mosca)

### Europei dilettanti
- 1 medaglia:
  - 1 bronzo (Pula 2004 nei pesi mosca)